# Oued El Ma
Oued El Ma là một thị trấn thuộc tỉnh Batna, Algérie. Dân số thời điểm năm 2002 là 16.947 người.